# Amorphophallus maximus
Amorphophallus maximus är en kallaväxtart som först beskrevs av Adolf Engler, och fick sitt nu gällande namn av Nicholas Edward Brown. Amorphophallus maximus ingår i släktet Amorphophallus och familjen kallaväxter.

## Underarter
Arten delas in i följande underarter:
- A. m. fischeri
- A. m. maximus

## Bildgalleri

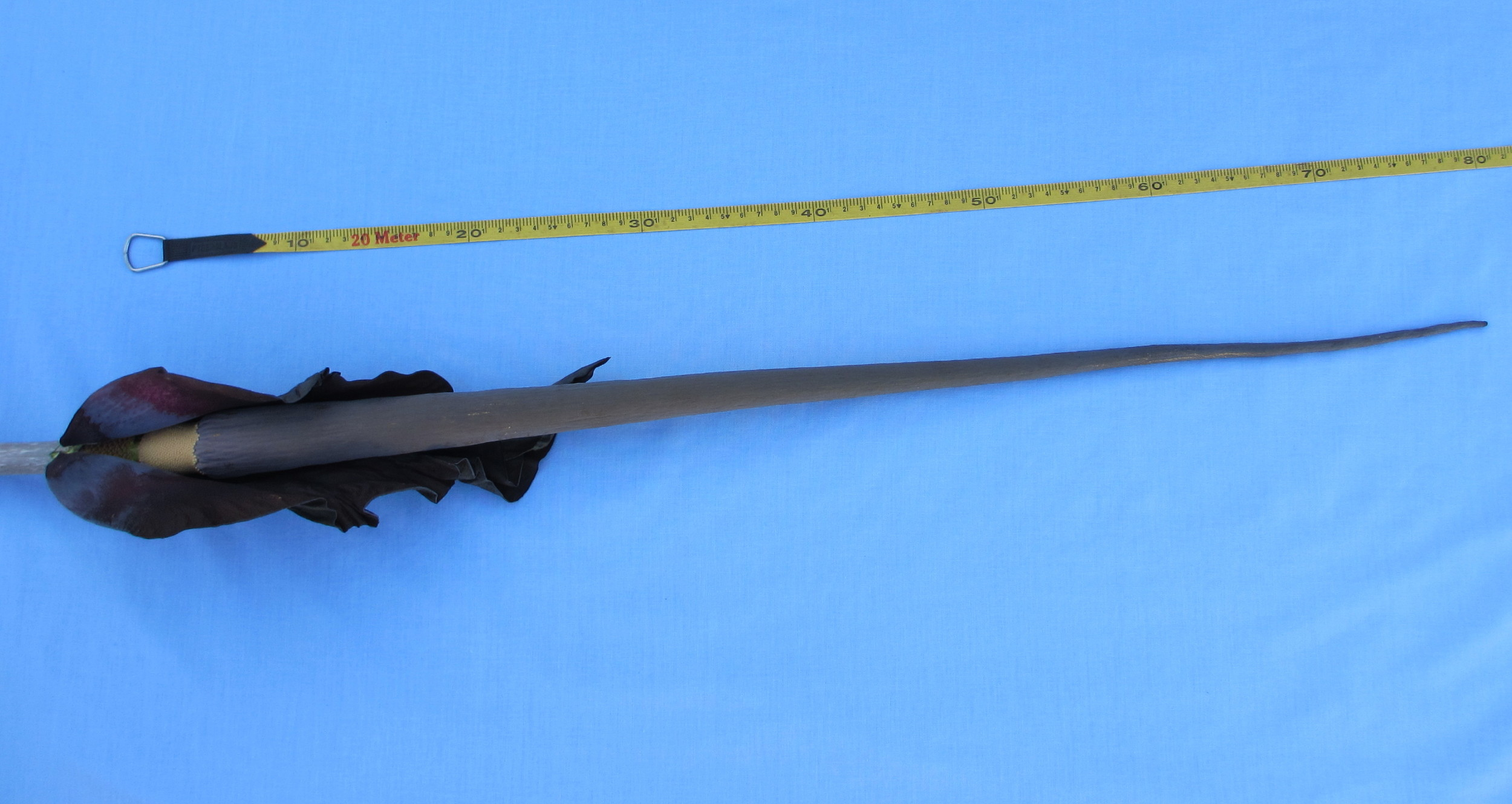